# Wilfried Sauerland

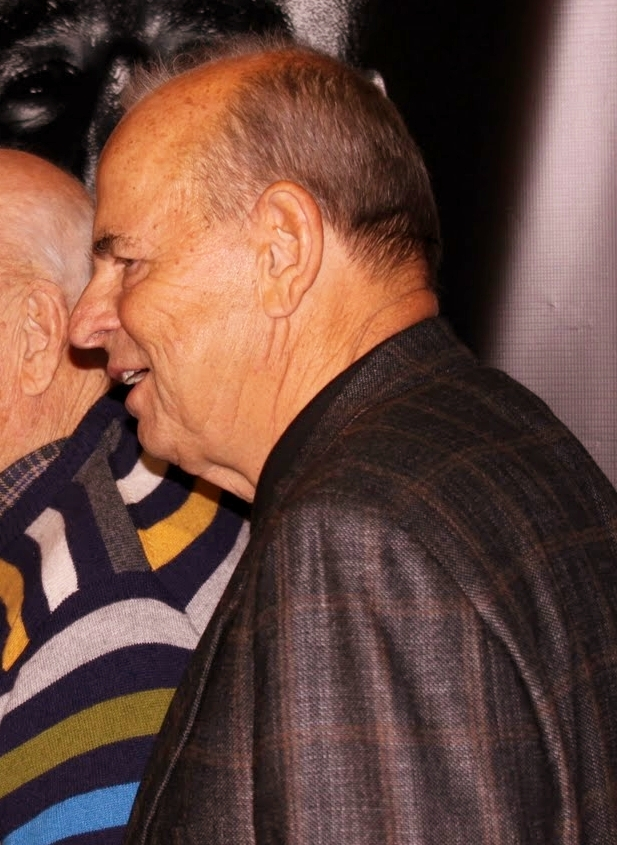
Wilfried Sauerland (2010)

Wilfried Sauerland (* 29. Februar 1940 in Wuppertal) ist ein deutscher Boxpromoter und Gründer des gleichnamigen Boxstalls Sauerland Event.

## Leben
Sauerland kam in Wuppertal als Sohn eines Schreiners zur Welt. Seine Leidenschaft für den Boxsport wurde als Kind geweckt, als ihn sein Vater zu Profi- und Amateurboxkämpfen mitnahm, die in der Dortmunder Westfalenhalle und in Wuppertal stattfanden. Sauerland machte eine kaufmännische Ausbildung und ging 1962 nach Südafrika und arbeitete dort für das Unternehmen Bosch. Ab 1968 war er in Algerien und Tunesien sowie ab 1970 für ein Maschinenbauunternehmen in Sambia tätig. Er machte sich selbständig und führte eigener Angabe nach unter anderem in der Textil- sowie in der Düngemittelindustrie „Projekte mit Mischfinanzierung“ durch, ehe er sich auf den Vertrieb von Getränke- und Brauereianlagen in afrikanischen Ländern spezialisierte und damit dem Spiegel zufolge Millionen verdiente. In Sambia engagierte sich Sauerland als Förderer im Fußballsport. Auf Bitten von Vertretern der Regierung Sambias betreute Sauerland ab der zweiten Hälfte der 1970er Jahre den sambischen Boxer Lottie Mwale als Manager. Mwale bestritt später WM-Kämpfe. Die erste von Sauerland durchgeführte Boxveranstaltung war am 30. September 1978 in Lusaka, der 70.000 Zuschauer beiwohnten. Er betreute weitere Boxer wie John Mugabi aus Uganda, der 1986 gegen Marvin Hagler um die WM im Mittelgewicht kämpfte, aber verlor. Diesen Kampf bezeichnete Sauerland als ersten Höhepunkt seiner Tätigkeit als Boxpromoter.
In Deutschland war Sauerland, der sich zum Ziel gesetzt hatte, dem deutschen Berufsboxen zu neuem Ansehen zu verhelfen, ab 1981 Manager von René Weller, der oft für volle Hallen sorgte, als Hauptkämpfer in der Anfangszeit der Zusammenarbeit aber auf teils prunkvollen Kampfabenden auch Verluste einbrachte und der im März 1984 vor 7500 Zuschauern in Frankfurt am Main Europameister im Leichtgewicht wurde. Auch Manfred Jassmann sowie die Brüder Ralf Rocchigiani und Graciano Rocchigiani gehörten in Deutschland zu den Boxern, die Sauerland betreute. Graciano Rocchigiani wurde 1988 sein erster Weltmeister, als dieser in der mit 6000 Zuschauern besetzten Düsseldorfer Philipshalle den US-Amerikaner Vincent Boulware bezwang und somit den Titel im Super-Mittelgewicht errang. Sauerlands Unternehmen arbeitete zunächst von Köln und London aus, später war es in Berlin ansässig.
Jean-Marcel Nartz, langjähriger technischer Leiter beim Sauerland-Boxstall und später beim Konkurrenten Universum tätig, äußerte 2009, Sauerland wie auch Kohl hätten „das deutsche Berufsboxen in den 1980er Jahren vor dem Aussterben bewahrt“. Eigener Aussage nach setzte Sauerland darauf, die Boxveranstaltungen „in großen Arenen und Stadien“ statt „in kleinen und verrauchten Hallen“ durchzuführen. Im Januar 1989 schrieb der Spiegel über Sauerland, dieser sei im Boxgeschäft zunächst „eher belächelt“ worden, „weil er in einer schillernden Branche ungewöhnlich sauber zu arbeiten scheint“. Er habe „sich so zum einzigen deutschen Boxstallbesitzer von Rang aufgeschwungen“, urteilte der Spiegel. Sauerland sagte von sich selbst, in der Branche ein Außenseiter zu sein. Die Zeitung Die Welt nannte ihn „Herr[n] Sauerland aus Sauberland“, Graciano Rocchigiani bezeichnete ihn als „aalglatt“. „Mit Sauerland kann man sich nicht streiten. […] Trotzdem ist auch Sauerland für mich einer der Größten in Deutschland“, äußerte Rocchigiani über seinen früheren Manager.
1990 nahm Sauerland Henry Maske unter Vertrag, der auch von seinem Boxpromoterkonkurrenten Klaus-Peter Kohl und einem weiteren Unternehmen umworben war. Dank Maske (ab März 1993 IBF-Weltmeister im Halbschwergewicht) und später auch dank Axel Schulz war Sauerlands ansässiges Unternehmen (Sauerland Event GmbH) maßgeblich daran beteiligt, den Profiboxsport in Deutschland voranzubringen. Gemeinsam mit dem Universum-Boxstall seines Konkurrenten Kohl bestimmte Sauerland in den 1990er und 2000er Jahren den Markt in Deutschland. Sauerland hatte mit dem Fernsehsender RTL einen Vertrag abgeschlossen, der mit der Übertragung der Kämpfe der Sauerland-Boxer Maske und Schulz hohe Marktanteile und Werbeerlöse erzielte. RTL sorgte auch „dank einer gezielten Heroisierung“ der Sauerland-Kämpfer für die Hochzeit des deutschen Profiboxsports in den 1990er Jahren, die vom Sauerland-Boxstall selbst als die „goldenen Neunzigern“ bezeichnet wurden. „Sauerland, Nartz und RTL hatten Boxen zum Gesellschaftsereignis gemacht“, urteilte Der Tagesspiegel im Jahr 2002. Mit Sven Ottke, Markus Beyer, Arthur Abraham und anderen betreute Sauerland später weitere deutsche Weltmeister. Im Dezember 2005 gewann mit Nikolai Walujew erstmals ein Sauerland-Boxer einen WM-Titel im Schwergewicht, was Wilfried Sauerland später zu den Höhepunkten seiner Laufbahn als Promoter zählte.
2010 wurde Wilfried Sauerland in die International Boxing Hall of Fame aufgenommen. Sauerlands Boxstall hat verschiedene Niederlassungen: Frankfurt (Oder) unter Manfred Wolke und Rudi Fink (2003), Köln unter Ulli Wegner (1996–2004) und Berlin unter Ulli Wegner, seit 2004. Seine Söhne Kalle Sauerland und Nisse Sauerland sind ebenfalls als Sportpromoter tätig und übernahmen bei der Sauerland Event GmbH zusehends die Geschäfte. Im Sommer 2018 kehrte Wilfried Sauerland zurück und kümmerte sich fortan wieder verstärkt um das Deutschland-Geschäft des Boxstalls, nachdem er sich rund fünf Jahre zuvor zurückgezogen hatte. Ende Mai 2021 wurde Sauerlands Entscheidung bekannt, den Boxstall an ein Sportunternehmen aus den Vereinigten Staaten zu verkaufen.
Sauerland verfügt über Wohnsitze im südafrikanischen Kapstadt und in Freiburg in der Schweiz.

## Sauerland-Boxer
- Alejandro Berrio
- Alpaslan Agüzüm
- Alexander Frenkel
- Alexander Povetkin
- Arthur Abraham
- Artur Hein
- Axel Schulz
- Cecilia Brækhus
- Chisanda Mutti
- Danilo Häußler
- David Graf
- David Haye
- Denis Radovan
- Dominik Britsch
- Dustin Dirks
- Vincent Feigenbutz
- Edmund Gerber
- Eduard Gutknecht
- Enad Licina
- Erik Skoglund
- Francesco Pianeta
- Henry Akinwande
- Henry Maske
- Henry Weber
- Jack Culcay-Keth
- Jens Krull
- John Mugabi
- John Munduga
- Karo Murat
- Koko Murat
- Kubrat Pulew
- Leon Bunn
- Lottie Mwale
- Lukas Schulz
- Manfred Jassmann
- Marco Huck
- Marcos Nader
- Markus Beyer
- Mikkel Kessler
- Nick Klappert
- Nikolai Valuev
- Oktay Urkal
- Oleh Platow
- Patrick Nielsen
- René Dettweiler
- René Weller
- Robert Helenius
- Rüdiger May
- Sebastian Sylvester
- Steve Cunningham
- Sven Ottke
- Thomas Classen
- Thomas Troelenberg
- Timo Hoffmann
- Torsten May
- Yoan Pablo Hernández
- Željko Mavrović